# Natalia Lafourcade
María Natalia Lafourcade Silva (Città del Messico, 26 febbraio 1984) è una cantautrice messicana.
Talvolta, inglobando la sua band, si esibisce o produce con il nome Natalia y La Forquetina.

## Biografia
I genitori della Lafourcade sono musicisti; suo padre è il musicista Gastón Lafourcade mentre suo zio è lo scrittore Enrique Lafourcade.
Ha frequentato l'istituto Anglo-Español, una scuola media cattolica, e ha studiato pittura, flauto, teatro, musica, recitazione, pianoforte, chitarra, sassofono e canto. Quando aveva 10 anni, Natalia ha cantato in un gruppo mariachi.
Ha poi vissuto a Coatepec, Veracruz, in Messico, dove ha studiato musica con la madre, imitando artisti come Gloria Trevi e Garibaldi.

### Carriera
Nel 1998, Natalia entra a far parte di un trio di ragazze di nome "Twist". Il gruppo però non ha successo e si scioglie l'anno successivo.
A 17 anni il produttore Loris Ceroni dà a Natalia l'opportunità di entrare in un gruppo pop-rock sotto la sua guida. Quando lei non era sicura, lui la incoraggiò ad andare da sola. Ceroni produce il suo primo LP sotto l'etichetta della Sony Music, viene registrato in Italia ed è stato scritto a quattro mani con Aureo Baqueiro, mentre Sabo Romo canta con lei in due canzoni. Lo stile di Natalia Lafourcade è un mix di pop, rock, bossa-nova e ritmi latini. Presenta le canzoni singole Busca un Problema, Elefantes, Te Quiero Dar, Mírame, Mírate, e il suo più grande successo, En El 2000.
Nel 2003, è stata nominata per un Grammy Latino nella categoria Best New Artist per il suo album di debutto. Inoltre, ha collaborato alle colonne sonore dei film messicani Amar te Duele, Un Pato e Temporada de Patos. Lafourcade è stata nominata per il Rock New Artist ai XVI "Lo Nuestro Awards", ma le venne preferita la collega cantante messicana Alessandra Rosaldo.
Nel 2011 Natalia Lafourcade ha vinto il "Best New Producer of the Year" nella categoria "Indie-O Music Awards", per il suo album con Carla Morrison Mientras Tú Dormías.

#### Natalia y La Forquetina
Nel 2005 pubblica Casa, il suo secondo album, ma questa volta come "Natalia y La Forquetina" (il nome della sua band). Prodotto principalmente da Café Tacuba ed Emmanuel del Real, Casa presenta un suono rock-oriented più maturo, pur mantenendo lo stile pop e le influenze bossa-nova su alcuni brani, come il primo singolo Ser Humano (pop-rock) e il secondo singolo Casa (pop-bossa-nova). Aureo Baqueiro produsse pochi brani, quelli non prodotti da del Real.
Il 2 giugno 2006, dopo un tour attraverso il Messico e parte degli Stati Uniti, Lafourcade annuncia che avrebbe lasciato La Forquetina per tornare a lavorare ancora una volta come solista. Il concerto finale di Natalia y la Forquetina si è svolto il 18 agosto 2006 a San Luis Potosí. Nonostante il periodo di pausa del gruppo, Casa ha vinto il Grammy Latino per il Miglior Album Rock per un duo o gruppo vocale nel mese di settembre di quell'anno.
Sempre nel 2006, viene pubblicato un documentario sulla band, che mostra il gruppo sulla strada e loro viaggi, andato in onda su MTV Tr3s nell'autunno del 2007.
Natalia Lafourcade ha collaborato anche in altre canzoni con vari artisti, tra cui si ricordano Liquits Jardín, di Kalimba Día de Suerte, Control Machete El Apostador, e Resa di Reik su una canzone di Lafourcade, Amarte Duele. Con la sua ex band sono apparsi in varie compilation con brani inediti, come Y Todo Para Qué su di Intocable X e sull'album tributo Tin Tan, Viva Tin Tan, con la hit Piel Canela. Nel 2011, esce Quisiera Saber, un video musicale con Los Daniels.

#### Ritorno come solista
Dopo più di un anno che Natalia ha lasciato La Forquetina, ha registrato un album strumentale chiamato The 4 Seasons of Love, sotto etichetta della Sony BMG. Ha anche scritto i testi per Tú y Yo dall'album omonimo di Ximena Sariñana.
Nel 2008 si è esibita a MTV Unplugged.
Nel 2009 ha pubblicato l'album Hu Hu Hu, una top 10 album in Messico. L'album è stato prodotto da Emmanuel del Real (che ha prodotto Casa nel 2005), Marco Moreno ed Ernesto García. È stato nominato per Best Female Pop Vocal Album ai 2009 Latin Grammy Awards (vinto da Laura Pausini) e dall'album Best Latin Pop ai 2010 Grammy Awards (vinto da La Quinta Estación). Club Fonograma chiamato anche il 2º miglior album del 2009,  e il 7º  del decennio.
Nel 2012 ha pubblicato un album tributo a Agustín Lara chiamato Mujer Divina.
Hasta La Raíz è stato pubblicato nel marzo 2015. Nunca Es Suficiente (Non è mai abbastanza), il primo singolo estratto dall'album, è uscito il 10 febbraio. Il brano Hasta La Raíz era il numero 5 del Viral 50 globale Spotify grafico e il numero 1 della Viral 50 México grafico.
Nel 2022 pubblica l'album di inediti De Todas las Flores.

## Discografia
- 2003 - Natalia Lafourcade
- 2005 - Casa
- 2008 - Las 4 estaciones del amor
- 2009 - Hu Hu Hu
- 2012 - Mujer divina, homenaje a agustín lara
- 2015 - Hasta la raíz
- 2017 - Musas
- 2018 - Musas Vol. 2
- 2020 - Un canto por México Vol. 1
- 2022 - De todas las flores